# ناظم الزهاوي (سياسي بريطاني)
ناظم حارث الزهاوي (بالإنجليزية: Nadhim Zahawi)‏ هو سياسي بريطاني ترجع أصوله إلى العراق إلى عائلة الزهاوي الكردية البغدادية المعروفة، شغل منصب وزير المالية البريطاني لعدة أشهر في 2022.

## حياته
ولد ناظم حارث ناظم الزهاوي في بغداد عام 1967، لعائلة الزهاوي الكردية البغدادية المعروفة، فجده ناظم عبد الجليل الزهاوي كان محافظا للبنك المركزي العراقي ووزيرا للتجارة في ستينيات القرن الماضي . هاجرت أسرته إلى بريطانيا هربًا من نظام صدام حسين، وكان والده حارث رجل أعمال. استقرت العائلة في ساسكس، بجنوب شرق إنجلترا، ودرس الزهاوي في مدارس خاصة. أكمل الزهاوي دراسة الهندسة الكيميائية، لكنه قرر أن يسير على خطى والده في ممارسة الأعمال التجارية، فأسس شركة لبيع سلع ألعاب تليتبيز المعروفة، والتي استثمر فيها برلماني بريطاني، تعرف الزهاوي من خلاله على العديد من الشخصيات السياسية.

## مسيرته المهنية
في عام 2000 شارك الزهاوي مع شخص آخر في شركة استطلاعات الرأي وخدمات أبحاث السوق «يوجوف»، والتي حققت نجاحًا وأصبح لها تأثير في بريطانيا، وظل الزهاوي رئيسها التنفيذي حتى 2010، وهو العام الذي دخل فيه البرلمان البريطاني نائباً عن حزب المحافظين عن دائرة «ستراتفورد أون آيفون». ليصبح أول عضو برلماني ذو أصول كردية. وحتى بعد اقتحامه عالم السياسية، واصل الزهاوي مسيرته كرجل أعمال، حيث شغل منصب رئيس الاستراتيجيات في شركة لاستخراج النفط والغاز، وظل في هذا المنصب منذ عام 2015 إلى عام 2018. ويعد الزهاوي من أغنى السياسيين في البرلمان البريطاني، وتقدر ثروته بحسب صحيفة «إكسبرس» بنحو 100 مليون جنيه إسترليني.
تولى الزهاوي، وهو والد لثلاثة أطفال، أول حقيبة وزارية لهُ في حكومة تيريزا ماي التي عينته وزيرًا لشؤون الأطفال والأسر عام 2018، ليصبح بعد ذلك وزير الأعمال والصناعة في حكومة بوريس جونسون عام 2019. وفي خضم أزمة كورونا عام 2020، عينه جونسون «وزيرًا للقاحات»، وفي عام 2021 أصبح وزيرًا للتعليم، حتى عُين وزيرا للمالية يوم 5 يوليو/تموز 2022.

## إقالته من المنصب
أقال رئيس الوزراء البريطاني ريشي سوناك، ناظم الزهاوي من رئاسة حزب المحافظين يوم الأحد 29 يناير 2023، بعد أن كشف تحقيق مستقل في شؤونه الضريبية عن وجود انتهاك خطير للقانون الوزاري، وتعرض الزهاوي لضغوط سياسية متزايدة لشرح ظروف تسوية ضريبية دفع فيها ملايين الجنيهات، مقابل عدم سداده لضرائب مستحقة عليه.